# Robot Face (álbum de Caravan Palace)
<|°_°|> (también conocido como Robot Face o Robot) es el tercer álbum de estudio de la banda francesa de electro swing Caravan Palace, publicado el 16 de octubre de 2015.

## Lista de canciones
| N.º | Título                                      | Duración |  |
| 1.  | «Lone Digger»                               | 3:49     |  |
| 2.  | «Comics»                                    | 3:32     |  |
| 3.  | «Mighty» (featuring JFTH)                   | 3:21     |  |
| 4.  | «Aftermath»                                 | 3:05     |  |
| 5.  | «Wonderland»                                | 3:10     |  |
| 6.  | «Tattoos»                                   | 3:27     |  |
| 7.  | «Midnight»                                  | 3:25     |  |
| 8.  | «Russian»                                   | 4:01     |  |
| 9.  | «Wonda»                                     | 3:44     |  |
| 10. | «Human Leather Shoes for Crocodile Dandies» | 4:33     |  |
| 11. | «Lay Down»                                  | 3:08     |  |

Duración totalː 39ː15
A junio de 2019, el vídeo musical animado para Lone Digger tiene más de 200 millones de vistas en YouTube.

## Certificaciones
En 2016, recibió una certificación de plata de la Asociación de Compañías de Música Independiente por tener ventas de al menos 20,000 copias en Europa.